# 河東路 (高雄市)
河東路（Hedong Rd.）為高雄市前金區、三民區的南北向道路，因道路位在愛河的東岸而得名，南起於五福三路口銜接海邊路，北止於建國三路口由同盟三路續接，是往來前金區及三民區的主要道路之一。

## 行經行政區域
- 前金區
- 三民區

## 沿線設施
（由南至北）
- 愛河
- 7-ELEVEN愛河門市
- 鈞怡大飯店
- 7-ELEVEN愛之船門市
- 高雄國賓大飯店
- 愛之船國賓站
- 臺灣高雄地方法院
  - 臺灣高雄地方檢察署
- 交通公園
- 震旦通訊高雄河東店
- 幸福川東橋
- 家樂福高雄愛河店
  - 星巴克愛河門市
  - 麥當勞高雄家樂福店
- 愛河景觀親水公園

## 公共自行車
- 高雄市公共自行車租賃系統：
  - 河東光復二街口：河東路/光復二街(西側)
  - 七賢河東路口：七賢二路/河東路(東側)
  - 河東河北路口：河東路/河北二路口東北側
  - 河東路建國三路口：河東路/建國三路口南側

## 相關連結
- 高雄市主要道路列表